# السعدیه
السعدیه (به عربی: السعدیة - ترکمنی و فارسی: قزل رباط) یک شهرک در عراق است که در خانقین واقع شده‌است. السعدیه ۴۷٬۲۱۳ نفر جمعیت دارد.